# Gibbitergum qingchengshanensis
Gibbitergum qingchengshanensis är en insektsart som beskrevs av Zheng, Z. och F-m. Shi 1998. Gibbitergum qingchengshanensis ingår i släktet Gibbitergum och familjen gräshoppor. Inga underarter finns listade i Catalogue of Life.